# Central Kgalagadi Game Reserve
Central Kgalagadi Game Reserve è uno dei due sottodistretti del distretto di Ghanzi nel Botswana.

## Località
- Gope
- Khalahari Plains Camp
- Kikao
- Kugamma
- Kwando Safaris
- Matswere Wildlife Camp
- Metsiamanong
- Molapo
- Mothomela
- Tau Lodge
- Tsau Gate
- Wilderness Safari Camp
- Xade Wildlife Camp